# Сражение в каньоне Бланко
Сражение в каньоне Бланко (англ. Battle of Blanco Canyon) — сражение между команчами и американской армией, произошедшее 10 октября 1871 года на западе Техаса. 

## История
Осенью 1871 года полковник Рэналд Маккензи возглавил карательную кампанию американской армии против команчей. Его силы состояли из 600 солдат и офицеров 4-го кавалерийского полка и 20 скаутов-тонкава. Добравшись до развилки реки Бразос, Маккензи направился на северо-запад в район каньона Бланко. 9 октября 1871 года кавалеристы достигли реки Уайт-Ривер и разбили лагерь близ каньона. Маккензи надеялся обнаружить объединённый лагерь команчских племён квахади и котсотека, которые отказывались жить в резервации. Ночью команчи смогли незаметно подобраться к лагерю и угнать 70 лошадей и мулов. На следующий день капитан Эдвард Хейл, лейтенант Роберт Картер и дюжина кавалеристов отправились на поиски пропавших животных. Когда кавалеристы достигли холма на вершине каньона, они обнаружили больший отряд индейцев, который атаковал их. Лейтенант Картер и пятеро солдат вступили в схватку с команчами, а остальная часть подразделения отступила. За свои действия Роберт Картер позднее был награждён Медалью Почёта. Своевременное прибытие тонкава и основных сил американцев спасло отряд от уничтожения и вынудило команчей отступить, кавалеристы потеряли убитым одного человека. 
Маккензи продолжил преследовать индейцев в течение следующих нескольких дней, вынудив их бросить многое из своего имущества при бегстве. Разыгравшаяся снежная буря заставила полковника отступить и прекратить погоню. 19 октября скауты заметили двух команчей, следивших за колонной. В последовавшей перестрелке индейцы были убиты, а Маккензи и ещё один солдат были ранены. 24 октября полковник решил продолжить кампанию и начал марш к истокам реки Пиз. Однако его самочувствие ухудшилось из-за ранения и он назначил командующим капитана Кларенса Мака, а сам остался с некоторыми солдатами у Дак-Крик. Из-за плохой погоды 6 ноября экспедиция капитана Мака вернулась. К середине ноября войска возвратились в форты Гриффин и Ричардсон.